# Karajol
Der Karajol (auch „qarajel“ oder „quara“ geschrieben) ist ein ablandiger Westwind an der Küste Bulgariens. Er tritt meistens in den Wintermonaten nach Regenfällen auf und hält einen bis drei Tage an.